# Ctenus rufisternis
Ctenus rufisternis este o specie de păianjeni din genul Ctenus, familia Ctenidae, descrisă de Pocock, 1899. Conform Catalogue of Life specia Ctenus rufisternis nu are subspecii cunoscute.